# Amani Yao
Yao Lambert César Amani (* 17. September 1963 in Tiassalé, Elfenbeinküste) ist ein ehemaliger Fußballspieler und jetziger Trainer der Elfenbeinküste.

## Karriere

### Verein
Amani begann seine Karriere bei Renaissance Club de Tiassalé. 1980 startete er dann seine Profi-Karriere mit Rio Sport d'Anyama, wo er bis zum Jahre Winter 1985 spielte. Im Frühjahr 1986 schloss er sich den damaligen Meister Africa Sports an. Am 26. Dezember 1988 verließ er zum Unmut der Fans und des Vorstands Africa Sports und schloss sich dem Lokalrivalen ASEC Abidjan an. 1990 holte er unter Philippe Troussier bei ASEC die ivorische Meisterschaft, den Coupe de Côte d'Ivoire, den Félix Houphouët-Boigny Cup, den West African Club Championship (UFOA Cup) und den Wafu Cup (Union of West African Federation). Nach einer schwerwiegenden Knieverletzung im Jahre 1991 kam er nicht mehr bei ASEC Mimosas zum Zuge und wechselte 1992 zurück zu Africa Sports National. Nachdem er bei Africa Sports National, zu alter Form fand und einige Spiele für die Nationalmannschaft spielte, beendete er im Herbst 1994 seine aktive Karriere.

### Nationalmannschaft
Von 1990 bis 1994 lief er einige Male für die Fußballnationalmannschaft der Elfenbeinküste auf. Cesareo nahm 1988, 1990 und 1994 am African Cup of Nations teil. Er spielte zu dem 3 Qualifikationsspiele in der Fußballweltmeisterschafts-Qualifikation 1994.

### Trainerkarriere
Nach seiner aktiven Karriere kehrte er zu ASEC Abidjan zurück und übernahm die Académie MimoSifcom. Wo er zunächst als Trainer und später im Managementbereich tätig war. Seit März 2007 ist er Trainer bei Académie football Amadou Diallo.